# Hans Schmid (ishockeyspelare)
Hans Heinrich Schmid, född 28 december 1898, var en tysk ishockeyspelare. Han var med i det tyska ishockeylandslaget som kom på delad åttondeplats i Olympiska vinterspelen 1928 i Sankt Moritz.